# 桥街碘泡虫
桥街碘泡虫（学名：Myxobolus qiaojiensis）为碘泡科碘泡虫属的动物。在中国，分布于云南等，营寄生生活，寄生在桥街墨头鱼的膀胱。